# Carl Wolff
Carl Wolff (n. 11 octombrie 1849, Sighișoara, Imperiul Austriac – d. 3 octombrie 1929, Sibiu, România) economist, jurnalist și politician sas din Transilvania.
A absolvit studiile juridice la Viena și Heidelberg. Între 1871-1874 a lucrat ca jurnalist al cotidianului vienez Neue freie Presse. În anul 1874 a preluat conducerea ziarului Siebenbürgisch-Deutsches Tagesblatt din Sibiu. A fost de asemenea director al Casei de Economii din Sibiu, iar din 1895 membru fondator al cooperației Raiffeisen din Sibiu. Din 1881 până în 1887 a fost deputat în Dieta Ungariei.

## Lucrări
- Aus meinem Leben, Lauban (Lubań), 1929
- Schriften und Reden, (redactat de M. Kroner), București, 1976
- Navigațiunea pe Olt și importanța ei pentru România, Buletinul Societății Geografice Române, anul XIII, Trim. I, 1892